# Blanche Selva
Pour les articles homonymes, voir Selva.
Marie Blanche Selva, née le 29 janvier 1884 à Brive-la-Gaillarde en Corrèze et morte le 3 décembre 1942 à Saint-Amant-Tallende dans le Puy-de-Dôme, est une pianiste, pédagogue et compositrice française.

## Biographie
La famille de Blanche Selva est originaire de Los Masos (Pyrénées-Orientales), en France, où elle semble résider depuis plus de quatre siècles. Son père, Gaudérique, devient voyageur de commerce et se trouve à Brive au moment de sa naissance. La famille part ensuite s'installer à Limoges puis à Paris.
Blanche Selva commence le piano à quatre ans et demi. Dès 1893, elle entre en classe préparatoire du Conservatoire national de musique et de déclamation de Sophie Chéné, et y obtient sa première médaille. Elle quitte le conservatoire à douze ans et demi. Autodidacte, elle travaille ardemment ses dons exceptionnels.
En janvier 1897, à treize ans, elle donne son premier concert public à Lausanne. À seize ans, sa rencontre avec Vincent d'Indy est déterminante et celui-ci la nomme professeur de piano à la Schola Cantorum en décembre 1901. Elle partage avec d'Indy, tout au long de son existence, les valeurs essentielles de l'art au point d'être considérée comme sa « fille spirituelle » et elle devient sa principale interprète. Ainsi, pendant près de vingt ans, elle est l'une des plus ferventes propagatrices de la musique de la famille « scholiste ». Mais elle ignore les compositeurs d'avant-garde. 
En 1903, elle donne en première audition en France les Variations Goldberg de J.S. Bach. Puis, en 1904, elle interprète au piano en dix-sept concerts la première intégrale de l'œuvre pour clavier de Bach (l'un de ses compositeurs préférés). Les annotations et les conseils d'interprétation qu'elle note sur les partitions du Cantor de St-Thomas de Leipzig font encore autorité.
Isaac Albéniz lui demande la relecture d'Iberia dont elle maîtrise les difficultés et les nouveautés pianistiques. Elle a été la créatrice de la quasi-totalité d'Ibéria en France et devient la dédicataire du second cahier.
Elle joue très régulièrement les grandes sonates de Beethoven et interprétera les 32 sonates à Barcelone en 1925/26 puis lors du centenaire de la mort de Beethoven en 1927. César Franck (qui avait été le maître de d'Indy) est un autre de ses compositeurs favoris. Elle interprète Prélude, choral et fugue et c'est une des rares œuvres, avec la Partita no 1, pour clavier, de Bach, qu'elle enregistre en 1928. Elle joue avec la même foi Rameau, Couperin, Schumann, Chopin, en provoquant à chaque fois l'extase de l'auditoire tant l'esprit des maîtres semble la pénétrer et animer ses doigts.
Elle ouvre ses programmes à son « mentor » Vincent d'Indy, mais également à ses amis compositeurs de la Schola Cantorum. Ceux-ci lui dédient des œuvres et lui en confient la création de même qu'Albert Roussel, Paul Dukas, Albéric Magnard, Jean Roger-Ducasse, Marcel Labey, René de Castéra, Ermend Bonnal (Soir aux Abatilles 1919). Pour Déodat de Séverac, ami et compositeur proche en esprit dont elle achève la dernière œuvre et écrit une monographie, elle crée aussi plusieurs de ses compositions pour piano.
Elle interprète aussi Debussy, Ravel, Honegger, Rachmaninov, Smetana.
Elle compose très peu, des mélodies, des pièces pour piano et un oratorio. Admirée des grands pianistes de son temps, elle est, à son époque, une des pianistes française les plus renommées. Ainsi, elle sillonne la France et l'Europe pour donner des concerts et des récitals, souvent accompagnés de conférences explicatives.
De 1920 à 1924, elle se consacre à la promotion en France de la musique tchèque et fait connaître en Europe centrale la musique française. Elle partage son temps entre le poste de  professeur au conservatoire de Strasbourg, un autre à Prague et à l'École normale de musique de Paris. Parallèlement, elle fonde sa propre école en formant des professeurs diplômés selon sa méthode. Ce réseau de professeurs s'étend sur toute la France.
À la fin de l'année 1924, elle s'installe à Barcelone où elle fonde sa propre académie et forme un duo avec le violoniste catalan Joan Massià.  En 1930, sa carrière d'interprète est brutalement interrompue par une paralysie mais elle n'en poursuit pas moins son enseignement avec énergie notamment en 1934 au sein de l'Associació Obrera de Concerts fondée par Pau Casals où celui-ci organise les Estudis Musicals Blanca Selva (ca) à Barcelone. Elle quitte Barcelone en 1936 en raison de la guerre civile et s'installe, après un court séjour à Moulins (Allier), à Saint-Saturnin (Place de l'Ormeau). Elle est ensuite transférée de sa maison, très malade, dans un hospice occupé par des religieuses de Cambrai situé à Saint-Amant-Tallende (dans le Puy-de-Dôme) où elle décède en décembre 1942 dans la solitude et un dénuement certain. Elle repose au cimetière de Saint-Saturnin situé route d'Aydat où sur une épitaphe figure, notamment, les mots suivants : « Bonté - Beauté - Vérité ».
Saint-Saturnin : fontaine Renaissance au premier plan et la petite maison (située à gauche) où Blanche Selva arrive le 5 septembre 1938.

## L'interprète
Son jeu est à la fois puissant, varié, lumineux et d'une grande légèreté rythmique. Elle sait décrire et enseigner les techniques qu'elle a mises au point et dont elle laisse des témoignages écrits détaillés et très complets. Elle prépare minutieusement les œuvres qu'elle interprète. Contrôle de la dynamique, sûreté, perfection du rythme et sonorité exceptionnelle, telles sont les qualités de son jeu qui sont le plus souvent mentionnées

## Ses écrits
Elle a publié plusieurs livres sur la technique pianistique et notamment : 
- Enseignement Musical de la Technique du Piano (sept volumes), Paris 1916 à 1925

Elle a publié également des traités sur la forme musicale :
- La Sonate, Étude de son évolution historique et expressive en vue de l'interprétation et de l'audition, Paris 1913,
- Les Sonates de Beethoven, Barcelone 1927,
- une monographie sur Déodat de Séverac, Paris 1930,
- de nombreux articles, notamment dans les Tablettes de la Schola, le Monde Musical, La Revue Musicale, la Revista Musical Catalana,
- des conférences et présentations de concerts,
- des annotations, doigtés et conseils d'interprétation d'œuvres.

## Liste des compositions

### Musique pour piano ou orgue
- Paysage au soleil couchant (1904)[3]
- Suite (Prélude, Allemande, Courante, Burla, Chanson, Farandole) pour piano (1904)
- Cloches dans la brume pour piano (1905)
- Cloches au soleil pour piano (1905)
- Pièces pour piano (1908)
- Petite pièce pour orgue (1908)
- La Vasque aux Colombes (1921) extrait d'En Vacances, œuvre inachevée de Déodat de Séverac
- Primers Jocs pour piano (1931)
- Le jeu du pentacorde qui vole, exercice pour piano (1940)
- Transcriptions pour piano d'œuvres de Vincent d'Indy et César Franck (1910-1912)

### Musique de chambre
- La Nuit de la Purissima (1929)
- Cants de llum i mar, Quatre pièces pour violon et piano (1934)

### Musique vocale et chorale
- Les Ancêtres du Lys (1905)
- Rosaire d'après Francis Jammes (1906)
- Venez sous la tonnelle d'après Francis Jammes (1908)
- Muntanya blava pour voix et piano (1928)
- Mes de Maria pour voix et piano (1929)
- Dix mélodies sur des poèmes catalans (1935)
- La Farigola (1926)
- El Tronc (1929)
- Quicumque enim Spiritu Dei aguntur (1929)
- Pensament Matinal (1931)
- O Fleurs des fleurs d'après Blanche Selva (1939)

### Musique orchestrale
- Poème de la Resureccio ou Oratorio pascal (manuscrit perdu, 1938)

## Discographie
- Blanche Selva, une promenade musicale  : enregistrements d'origine historique, REC 076 (Association Blanche Selva et le Centre International Albert Roussel)
- Blanche Selva, transcriptions  : Christophe Petit, piano, CIAR Classics CC 011 (Association Blanche Selva et le Centre International Albert Roussel)
- Blanche Selva, mythique égérie du piano français : Diane Andersen, piano, CIAR Classics CC 019 (Association Blanche Selva et le Centre International Albert Roussel)
- Blanche Selva Chants de lumières : Amanda Favier, violon - Jacqueline Laurin, soprano et  Laurent Martin, piano (Ligia)
- Intégrale consacrée à Déodat de Séverac, Aldo Ciccolini, Parlophone (1981)

## Prix Blanche Selva
En 1994, Françoise Thinat donne au premier prix du Concours international de piano d'Orléan, le nom « Prix Blanche Selva » qui consacre des jeunes pianistes de valeur internationale tous les deux ans.